# Herren gav, och Herren tog
Herren gav, och Herren tog är en psalm med text av Nils Bolander (1933). Originaltexten är bearbetad till Den svenska psalmboken 1986. 
Melodin är äldre och är komponerad av Johan Fredrik Lagergrén 1871. Den används även till psalm 308 i Den svenska psalmboken 1986.

## Publicerad i
- 1937 års psalmbok som nr 381
- Den svenska psalmboken 1986 som nr 562